# Antje Steinhäuser
Antje Steinhäuser (* 1964) ist eine deutsche Lektorin und Autorin.

## Leben
Antje Steinhäuser studierte Germanistik und Anglistik in Freiburg im Breisgau. Sie arbeitet als freie Lektorin und Autorin. Mit ihrem Mann und ihren beiden Töchtern lebt sie seit 1999 in München.

## Publikationen
- mit Veronika Immler und Oliver Kuhn: Sorge dich nicht – fege!.  Knaur Verlag, München, 2006, ISBN 3-426-77859-9
- mit Veronika Immler: Alles was eine Frau wissen muss. Knaur, München, 2008, ISBN 3-426-78175-1
- mit Veronika Immler und Oliver Kuhn: WIR: Alles, was man über uns Deutsche wissen muss. Droemer, München, 2009, ISBN 978-3-42627-523-8
- mit Veronika Immler: Alles, was Mädchen wissen müssen. Knaur Verlag, München, 2009, ISBN 978-3-426-65464-4
- mit Veronika Immler: Das Fremdschämbuch. riva Verlag, München, 2010, ISBN 978-3-86883-087-3
- mit Veronika Immler: Sie sind der Meinung, das war spitze!. mvg Verlag, München, 2010, ISBN 978-3-86882-156-7
- mit Veronika Immler: Die Monster der anderen Eltern, mvg Verlag, München, 2012, ISBN 978-3-86882-279-3